# Orgeans-Blanchefontaine
Orgeans-Blanchefontaine è un comune francese di 45 abitanti situato nel dipartimento del Doubs nella regione della Borgogna-Franca Contea.

## Società

### Evoluzione demografica
Abitanti censiti